# Livádia (Larnaca)
Livádia (grec moderne : Λειβάδια ou Λιβάδια : le « creux », le « bassin ») est une ville de Chypre ayant en 2011 une population de 7 206 habitants.